# Callionima falcifera
Callionima falcifera (Gehlen, 1943) è un lepidottero appartenente alla famiglia Sphingidae, diffuso in America Settentrionale, Centrale e Meridionale.

## Descrizione

### Adulto
L'apice dell'ala anteriore presenta alcuni piccoli punti marroncini, ed è falcato in misura variabile. La pagina superiore dell'ala anteriore risulta molto simile a quanto in C. parce, rispetto alla quale la sola netta differenza è rappresentata dalla pallida linea apicale obliqua, che si espande, in corrispondenza di M1, fino a diventare un'area pallida, che curva verso il margine esterno, come mostra la figura; essa risulta dello stesso colore chiaro della fascia immediatamente basale rispetto alla linea apicale. In Venezuela l'area discale non presenta la colorazione aranciata, e l'apice può essere meno marcatamente falciforme (D'Abrera, 1986).

L'ala posteriore appare molto simile a quella di C. denticulata, ma con una colorazione di fondo più chiara.

Nel genitale maschile, l'uncus è ampio, con lati divergenti posteriormente, quattro lobi posteriori punteggiati, i due più interni dei quali appaiono più corti. Lo gnatos include due lunghi e stretti processi, nettamente punteggiati agli apici, che sono più corti che nell'uncus. Le valve sono più allargate rispetto a C. parce, e più arrotondate all'apice.

L'apertura alare va da 68 a 73 mm.

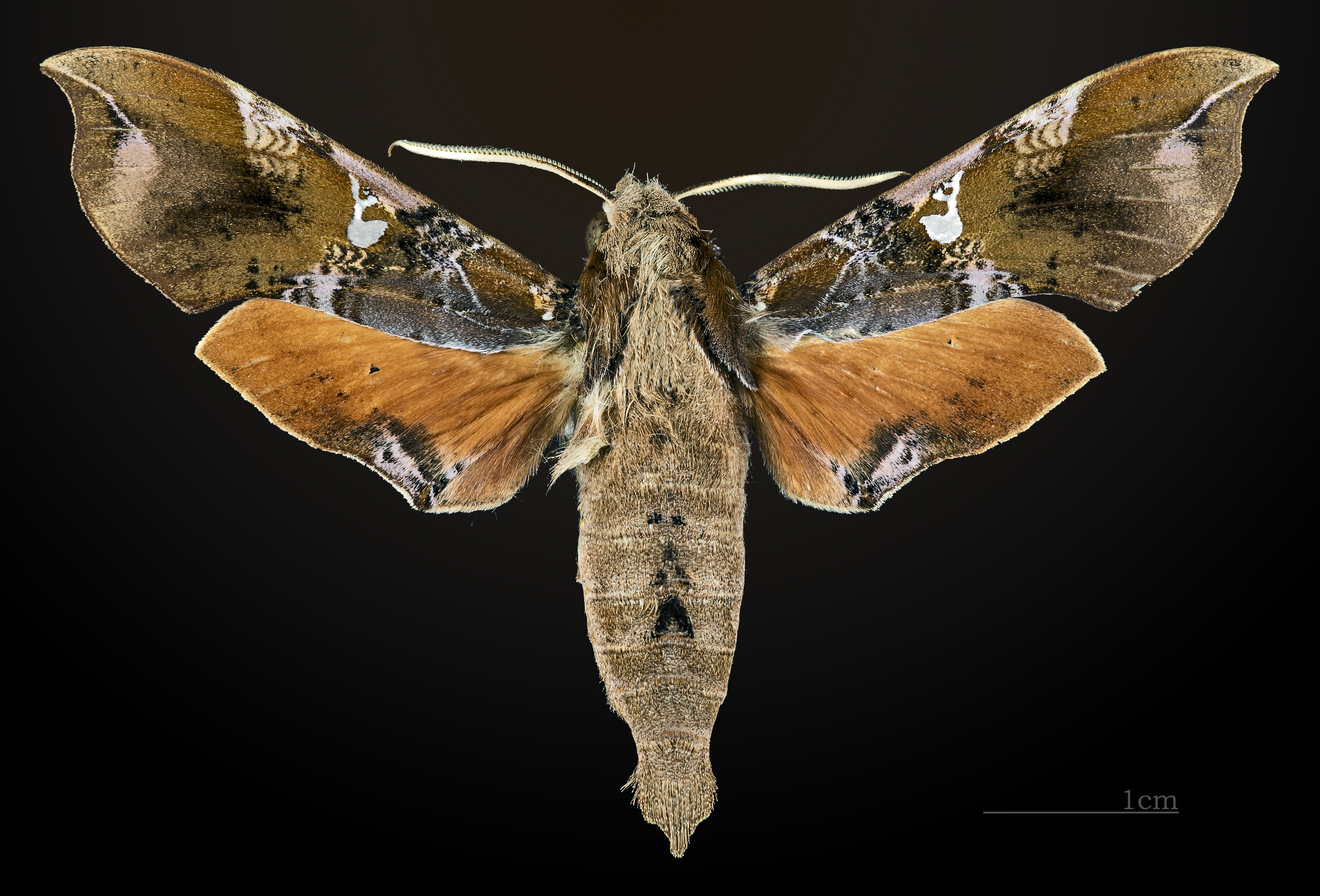
♂
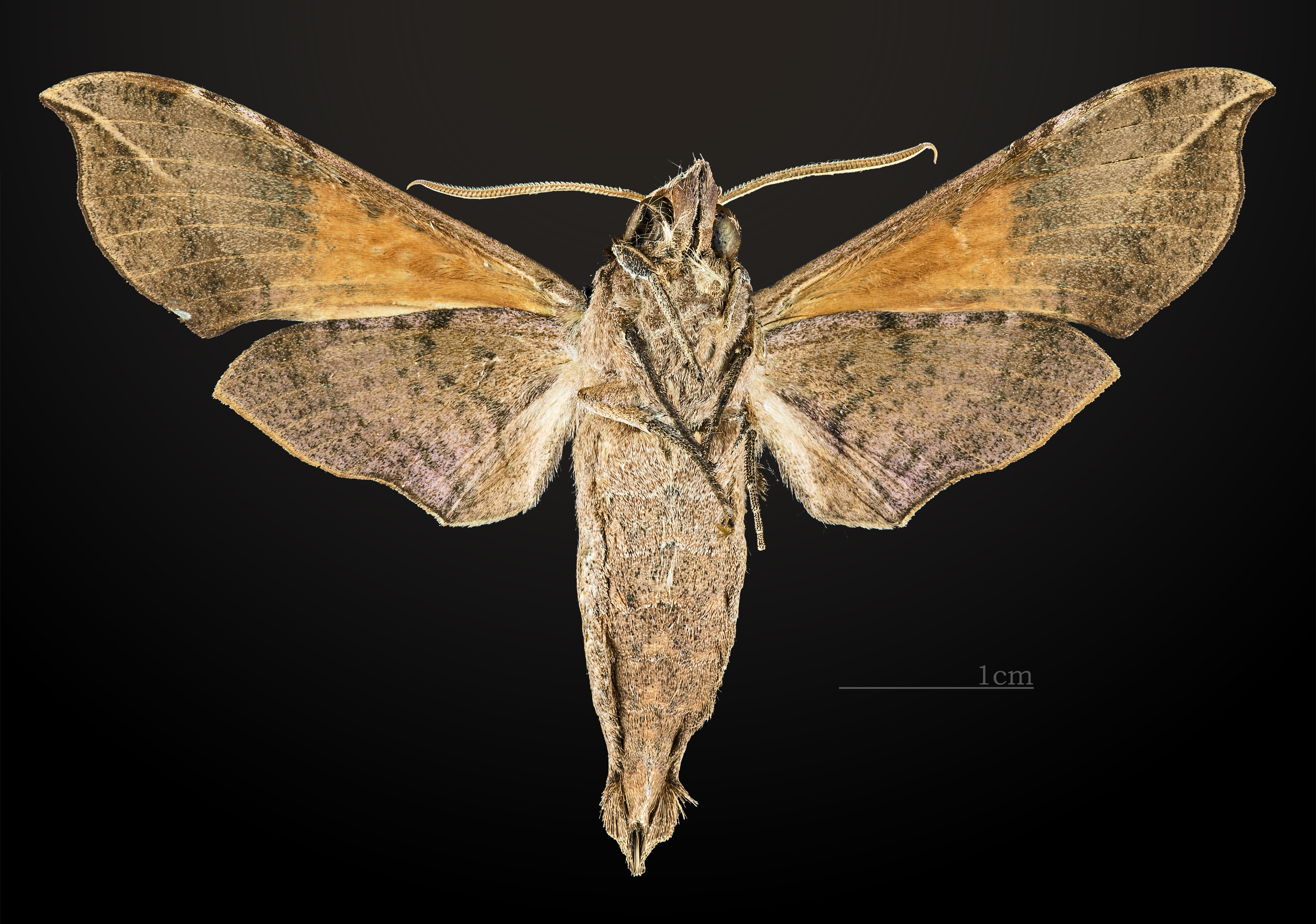
♂ △
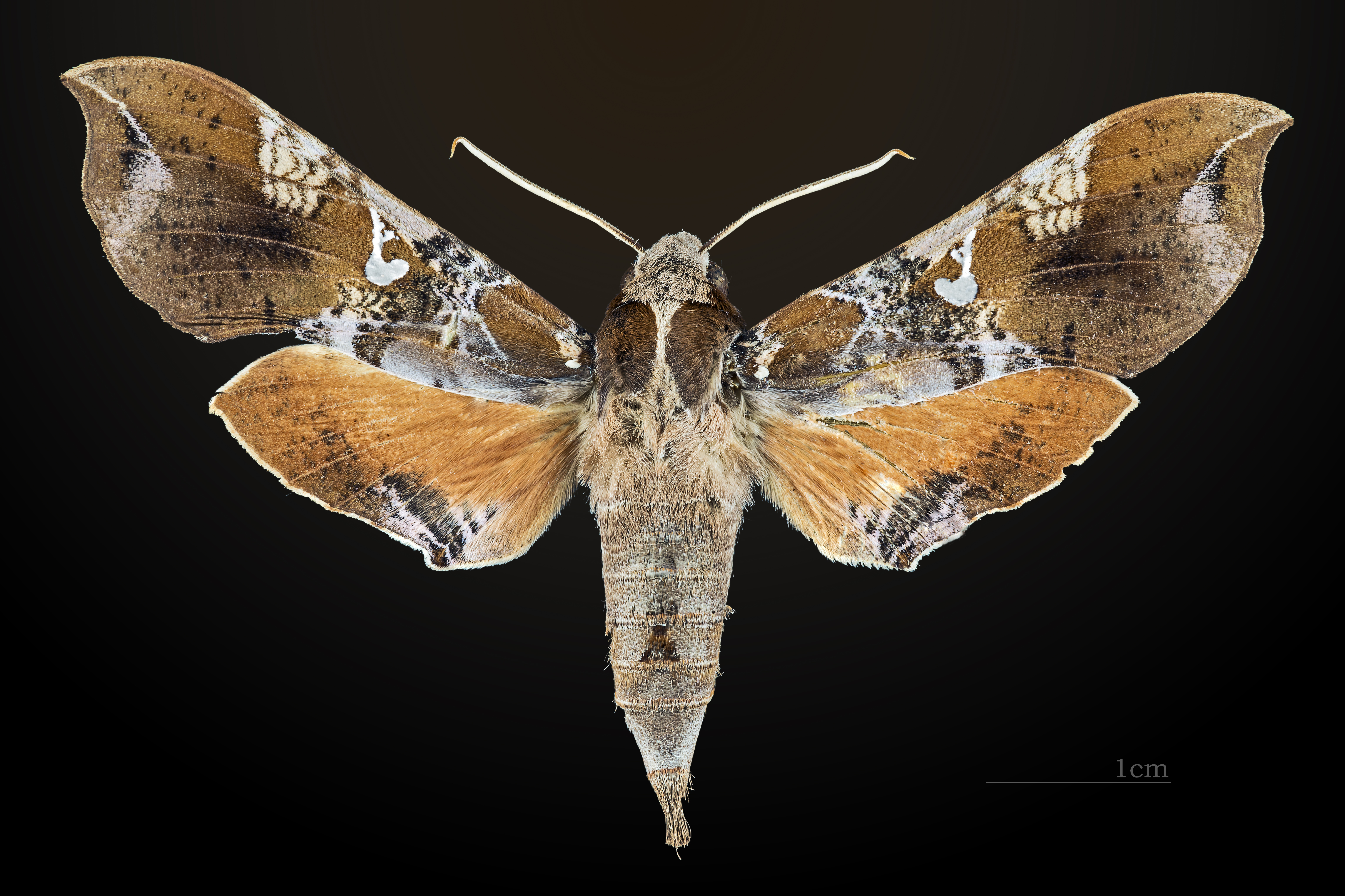
♀
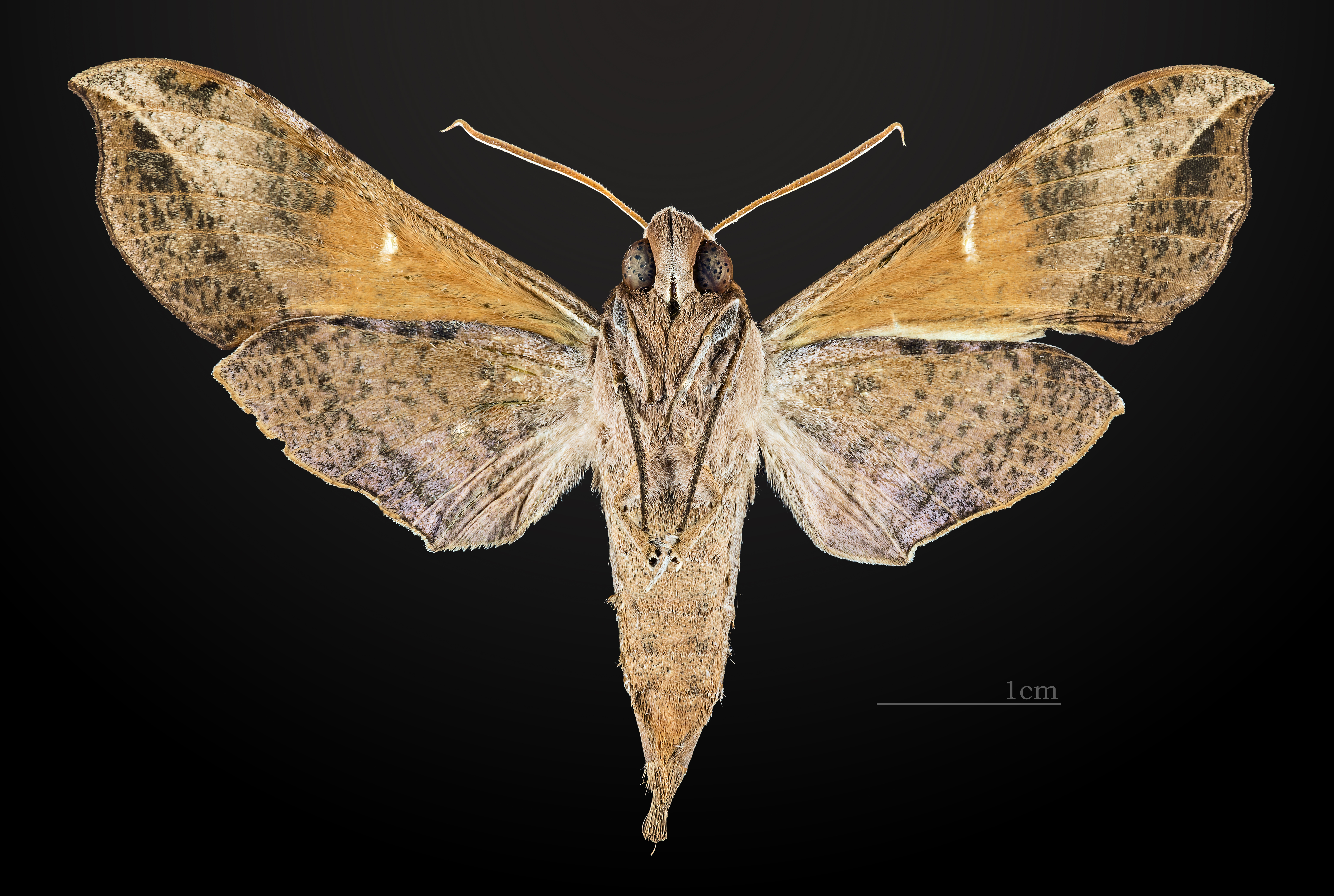
♀ △

### Larva
Il bruco è verde brillante, con una testa fortemente appiattita. Il corno caudale risulta corto, spesso e di un verde acceso.

### Pupa
I bruchi si impupano negli strati superficiali della lettiera.

## Distribuzione e habitat
L'areale di questa specie comprende gli Stati Uniti meridionali (California del sud, Arizona, Florida del sud), il Messico (locus typicus: Zacualpan), il Belize (Corozal, Orange Walk, Cayo, Toledo), il Nicaragua (Madriz, Jinotega, Matagalpa, Chinandega, Managua, Masaya, Granada, Ometepe, Rio San Juan), la Costa Rica (Puntarenas, Guanacaste, Alajuela, Lemon, San José, Heredia), la Giamaica, Haiti, Cuba, il Brasile, la Bolivia, il Perù, il Venezuela orientale e nordoccidentale (Aragua, Barinas, Bolivar, Carabobo, Falcón, Portuguesa, Trujillo, Zulia).

## Biologia
Durante l'accoppiamento, le femmine richiamano i maschi grazie ad un feromone rilasciato da una ghiandola, posta all'estremità addominale. Gli adulti di entrambi i sessi sono attratti dalla luce, soprattutto i maschi; rispetto a C. parce, preferiscono volare dopo la mezzanotte.

Le larve di questa specie sono parassitate dal Dittero Drino piceiventris Walker, 1836 (fam. Tachinidae).

### Periodo di volo
In Costa Rica sono stati catturati gli adulti in ogni mese dell'anno.

### Alimentazione
I bruchi attaccano le foglie di alcune specie di Apocynaceae tra cui soprattutto Stemmadenia obovata Benth.

## Tassonomia

### Sottospecie
Sono state descritte due sottospecie:
- Callionima falcifera falcifera (Gehlen, 1943)
- Callionima falcifera guaycura (Cary, 1963) - Locus typicus: Hotel Guaycura, La Paz, Baja California Sur.

La sottospecie C. f. guaycura non è universalmente accettata; gli esemplari catturati nel 1963 sono decisamente più piccoli e più chiari rispetto a quelli del resto dell'areale, e furono classificati dall'autore come Hemeroplanes parce guaycura Cary, 1963; in seguito Eitschberger (2001) confutò quanto stabilito da Cary, ma senza fornire sufficienti motivazioni.

### Sinonimi
Sono stati riportati tre sinonimi
- Hemeroplanes elainae Neidhoefer, 1968
- Hemeroplanes falcifera Gehlen, 1943
- Hemeroplanes jamaicensis Cary, 1951